# Flessenorgel
Een flessenorgel is een muziekinstrument, dat is opgebouwd rond flessen van verschillende afmetingen, waarbij over de nauwe halzen gericht een luchtstroom wordt geleid om geluid voort te brengen. De flessen worden gestemd door er minerale olie in diverse hoeveelheden in te gieten. Door gebruik van minerale olie in plaats van water blijven de flessen langer op stemming. Het flessenorgel is te vergelijken met een orgel waarvan de pijpen zijn vervangen door flessen. 
In 1816 bouwde de blinde musicus Wilhelm Engel uit Berlijn op 22-jarige leeftijd een flessenorgel dat een ambitus had van 5½ octaaf (van contra F tot viergestreept c). Het instrument ontving zijn lucht (net als in een trapharmonium) door een blaasbalg die met de voeten bediend werd. Het instrument had verder een normaal klavier.